# Liste der Bürgermeister von Sondershausen

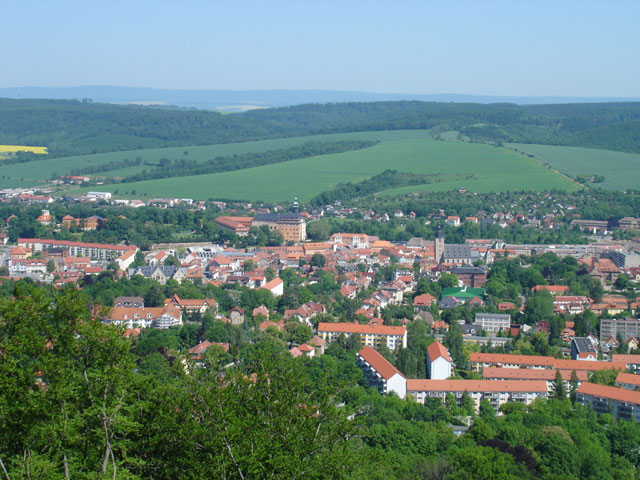
Blick auf Stadtzentrum aus Richtung Spatenbergturm Possen

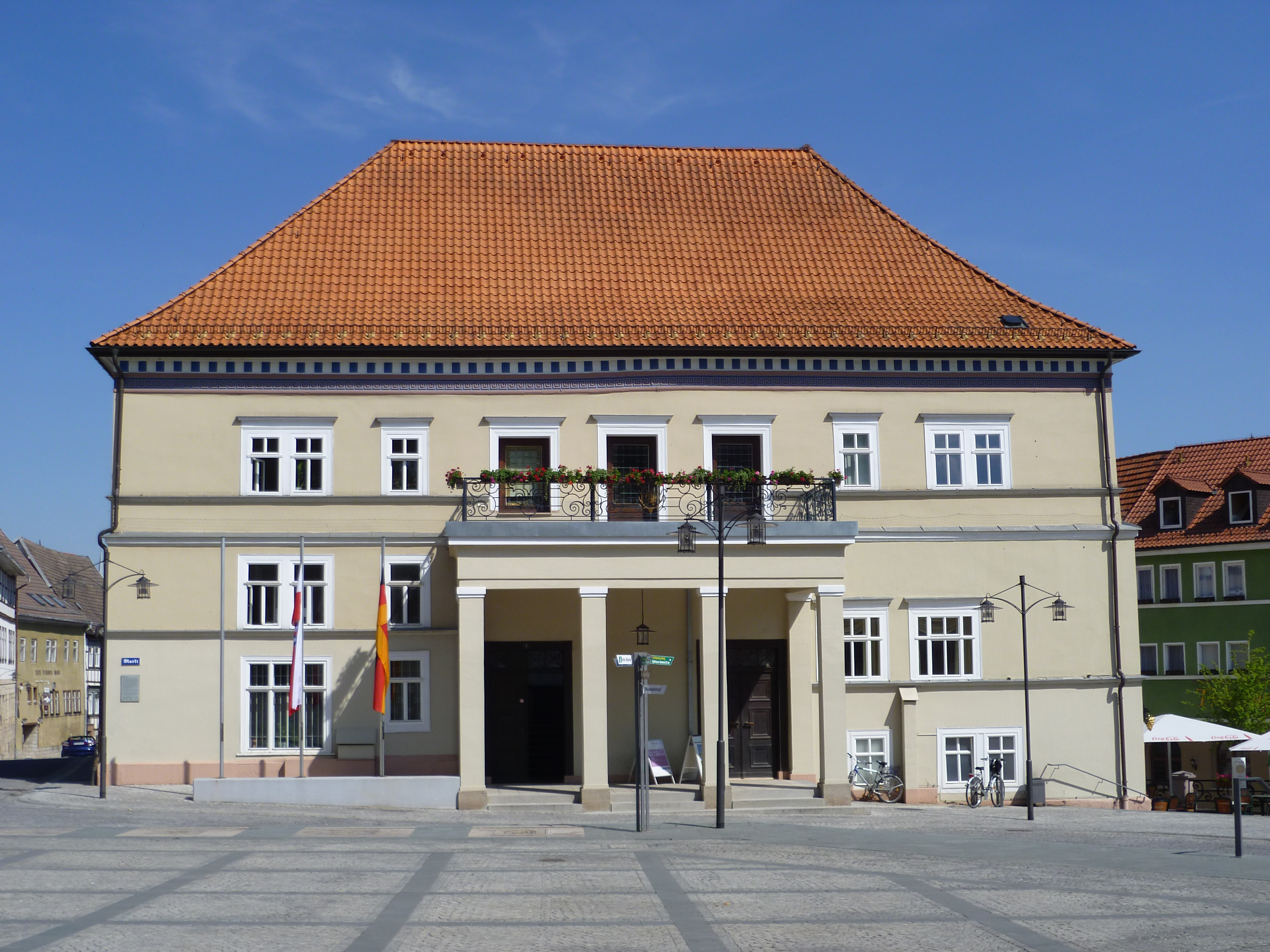
Das Sondershäuser Rathaus ist Amtssitz des Bürgermeisters und des Stadtrates

Die Liste der Bürgermeister von Sondershausen führt chronologisch, aber teilweise lückenhaft die Bürgermeister der deutschen Kreisstadt Sondershausen in Thüringen seit dem 16. Jahrhundert auf. Amtierender Bürgermeister der Stadt ist seit 2018 Steffen Grimm.
Amtssitz des Bürgermeisters ist das Rathaus aus dem 16. Jahrhundert (Vorgängerbau um 1300) am Marktplatz im Zentrum der Stadt und gegenüberliegend vom ehemaligen fürstlichen Residenzschloss von Schwarzburg-Sondershausen und dem Landratsamt vom Kyffhäuserkreis, dem ehemaligen „Prinzenpalais“.
Während der oft längeren Vakanzzeiten zwischen 1920 und 1921 führte der 2. Bürgermeister Otto Burkhardt die gesamten Stadtgeschäfte.
| Bild | Bürgermeister            | Lebensdaten | Partei    | Amtszeit                                    |
| ---- | ------------------------ | ----------- | --------- | ------------------------------------------- |
|      | Conrad Schmedes          |             |           | um 1490                                     |
|      | Johann Crafft            |             |           | 16. Jh.                                     |
|      | Benedikt Hintz           |             |           | 16. Jh.                                     |
|      |                          |             |           |                                             |
|      | Christoph Mathias Finken |             |           | 1757 – 1790                                 |
|      |                          |             |           |                                             |
|      | Johann Georg Volland     | 1763 – 1818 |           | 1805 – 1810                                 |
|      |                          |             |           |                                             |
|      | Christian H. Ernst       | 1764 – 1842 |           | vor 1820 – Dezember 1835                    |
|      | Carl Kirchner            | † Mai 1848  |           | Januar 1836 – September 1843                |
|      | Carl Bertram             | † Juli 1859 |           | September 1843 – März 1848                  |
|      | Theodor Müller           | † Juni 1852 |           | März 1848 – 1852                            |
|      | Karl Münch               | 1819 –      |           | Juni 1852 – 2. Dezember 1859 (amtsenthoben) |
|      | Friedrich Laue           | 1826 – 1896 |           | 23. April 1860 – 1891                       |
|      | Franz Kühne              |             |           | 13. Februar 1892 – Dez. 1900                |
|      | Wilhelm Kurt Roesler     |             |           | 6. Mai 1901 – 31. Jan. 1907                 |
|      | Robert Kämmerer          |             |           | 25. Feb. 1907 – 5. Sep. 1914                |
|      | Wilhelm Georg Weber      | 1883 – 1952 |           | 1. Jan. 1916 – 29. Mai 1920                 |
|      | Hans Wolff               |             |           | 12. Mai 1921 – 12. Mai 1925                 |
|      | Ferdinand Schlufter      | 1871 – 1948 |           | 15. Sep. 1925 – Mitte April 1933            |
|      | Arthur Behnert           |             |           | Mitte April 1933 – 18. Juni 1933            |
|      | Ferdinand Schlufter      | 1871 – 1948 |           | 19. Juni 1933 – 31. Dez. 1933               |
|      | Hugo Krannich            |             |           | 9. Jan. 1934 – 8. April 1945                |
|      | Arthur Hoffmann          |             |           | 11. April 1945 – Feb. 1946                  |
|      | Hans Leichsenring        |             |           | 1. April 1946 – 30. Sep. 1946               |
|      | Kurt Klein               |             |           | 30. Sep. 1946 – 23. Aug. 1947               |
|      | Ferdinand Schlufter      | 1871 – 1948 |           | 23. Aug. 1947 – 28. Okt. 1947               |
|      | Carl-Hermann Frohnmaier  |             |           | 29. Okt. 1947 – 23. Juli 1949               |
|      | Fritz Rose               |             |           | 25. Juli 1949 – 16. Aug. 1950               |
|      | Gertrud Hähndel          |             |           | 6. Dez. 1950 – 16. Aug. 1955                |
|      | Heinz Klostermann        |             |           | 17. Aug. 1955 – 30. April 1962              |
|      | Hans Günther             | geb. 1927   |           | 1. Mai 1962 – 31. Aug. 1968                 |
|      | Heinz Lier               |             |           | 1. Sep. 1968 – 21. Feb. 1990                |
|      | Helmut Ahlert            |             |           | 22. Feb. 1990 – 12. Juni 1990               |
|      | Joachim Kreyer           | geb. 1956   | CDU       | 1. Juni 1990 – April 2018                   |
|      | Steffen Grimm            | geb. 1970   | parteilos | seit April 2018                             |